# Mormonia melanympha
Mormonia melanympha là một loài bướm đêm trong họ Noctuidae.